# Mehanička olovka
Mehanička olovka je olovka koju ne treba šiljiti jer je sastavljena od uloška (pisaći štapić ili "mina") uklopljenoga u zaštitno kućište s kojim nije vezana. Može se mehanički pomaknuti kad se istroši. Mehaničke olovke se rabe za pisanje s linijama konstantne širine bez potrebe šiljenja. Olovka se radi od olova,a mina od grafita.

## Povijest
Conrad Gesner opisao je olovku za držač olova 1565. godine, ali olovo je trebalo ručno prilagoditi da bi se izoštrilo. Najraniji sačuvani primjerak mehaničke olovke pronađen je na olupini HMS-a Pandora, koja je potonula 1791.
Prvi patent za olovku za ponovno punjenje s mehanizmom za pokretanje olova izdan je Sampsonu Mordanu i Johnu Isaacu Hawkinsu u Britaniji 1822. godine. Nakon otkupa Hawkinsovih patentnih prava, Mordan je sklopio poslovno partnerstvo s Gabrielom Riddleom od 1823. do 1837. godine. Mordove olovke tako su obilježene SMGR. Nakon 1837. godine, Mordan je prekinuo partnerstvo s Riddleom i nastavio proizvoditi olovke kao "S. Mordan & Co". Njegova je tvrtka nastavila proizvoditi olovke i širok raspon srebrnih predmeta do Drugog svjetskog rata, kada je tvornica bombardirana.
Između 1822. i 1874. registrirano je više od 160 patenata na različita poboljšanja mehaničkih olovaka. Prva mehanička olovka s opružnim opterećenjem patentirana je 1877. godine, a mehanizam za uvijanje je razvijen 1895. Olovo od 0,9 mm predstavljeno je 1938. godine, a kasnije je slijedio veličine 0,3, 0,5 i 0,7. Na kraju su bili dostupni mehanizmi od 1,3 i 1,4 mm, a sada se proizvode verzije od 0,4 i 0,2.
Slavoljub Penkala prijavio 24. siječnja 1906. patent za automatsku mehaničku olovku.
Mehanička olovka uspjela je u Japanu s nekim poboljšanjima 1915. godine od strane Tokujija Hayakawe, metalca, koji je upravo završio svoje naukovanje. Predstavljen je kao "Ever-Ready Sharp Pencil". Uspjeh nije bio neposredan jer je metalna osovina, koja je bila ključna za dugi životni vijek olovke, bila nepoznata korisnicima. Ever-Ready Sharp počeo se prodavati u ogromnom broju nakon što je tvrtka iz Tokija i Osake izvršila velike narudžbe. Kasnije je tvrtka Tokuji Hayakawa dobila ime po toj olovci: Sharp .
Gotovo u isto vrijeme u SAD-u, Charles R. Keeran razvijao je sličnu olovku koja bi bila preteča većine današnjih olovaka. Keeranov dizajn zasnovan je na čegrtaljkama, dok je Hayakawa zasnovan na vijcima. Ove dvije povijesti razvoja - Hayakawa i Keeran - često se pogrešno kombiniraju u jednu. Keeran je svoju olovnu olovku patentirao 1915. godine  a ubrzo potom dogovorio proizvodnju.  Nakon nekih poboljšanja, njegov dizajn je Wahl Adding Machine Company prodao kao olovku " Eversharp "; do početka 1920-ih Wahl je prodao više od 12 000 000 Eversharpsa.
Neki od proizvođača su: Pentel, Pilot, Tombow, Uni-ball i Zebra iz Japana; Faber-Castell, Lamy, Rotring i Staedtler Njemačke; Koh-i-Noor Hardtmuth iz Češke; Bic iz Francuske; Monami iz Južne Koreje; PaperMate i Parker iz SAD-a; Caran d'Ache iz Švicarske te brojni kineski kao i drugi azijski i europski proizvođači.
Mehaničke olovke su prvi put rabljene u 18. stoljeću, uz niz dizajna patentiranih u 19. i 20. stoljeću.

## Vanjske poveznice
- Dave’s Mechanical Pencils
- Leadholder.com, the Online Drafting Pencil Museum
- The Cult Pens Guide to Mechanical Pencils
- TOZ-Penkala